# Nadeschda Stanislawowna Gajewskaja
Nadeschda Stanislawowna Gajewskaja (russisch Надежда Станиславовна Гаевская; * 1884 in Jekaterinoslaw; † 30. August 1969 in Moskau) war eine russische bzw. sowjetische Hydrobiologin, Protozoologin und Hochschullehrerin.

## Leben
Von 1903 bis 1905 arbeite Gajewskaja als Grundschullehrerin in St. Petersburg und studierte in den Lesgaft-Kursen und in den Polytechnischen Kursen.
Darauf arbeitete Gajewskaja in Moskau als Assistentin für Zoologie in den Moskauer Höheren Tichomirow-Pädagogik-Frauenkursen der 1870 gegründeten Gesellschaft der Erzieherinnen und Lehrerinnen. Sie begann wissenschaftlich zu arbeiten und studierte nun in den von Wladimir Guerrier gegründeten  Höheren Kursen für Frauen (jetzt Pädagogische Staatliche Universität Moskau (MPGU)) mit Abschluss 1914. Ab 1917 arbeitete sie im Moskauer Landwirtschaftsinstitut am Lehrstuhl für Zoologie der Abteilung für Fischereikunde, die 1923 die Fischerei-Fakultät der nach Kliment Timirjasew benannten und von Sergei Nawaschin geleiteten Landwirtschaftsakademie wurde. Zusammen mit Sergei Sernow gründete sie 1928 in Moskau das Hydrobiologische Museum, das später nach Kaliningrad verlegt wurde und seit 1988 Gajewskajas Namen trägt.
Seit 1916 führte Gajewskaja eine Reihe von Untersuchungen der Wirkung äußerer Einflüsse auf Wirbellose in Gewässern durch. Von 1926  bis 1934 gehörte sie zu einer Expedition der Akademie der Wissenschaften der UdSSR. Sie führte Untersuchungen der Wimpertierchen im Baikalsee durch und entdeckte und beschrieb 3 neue Familien, 10 Gattungen und 42 Arten.
Ab 1934 war Gajewskaja Professorin des Moskauer Instituts der Fischerei-Industrie, das jetzt die Staatliche Technische Universität Kaliningrad ist. Sie wurde 1935 ohne Verteidigung einer Dissertation auf der Basis ihrer akkumulierten wissenschaftlichen Arbeiten zur Doktorin der biologischen Wissenschaften promoviert.
Von 1948 bis 1954 beteiligte sich Gajewskaja an Arbeiten in den biologischen Wissenschaftsstationen des Schwarzen Meers und an wissenschaftlichen Expeditionen auf der Barentssee und dem Japanischen Meer teil.
Gajewskaja starb am 30. August 1969 in Moskau. Ihre Urne wurde im Kolumbarium des Nowodewitschi-Friedhofs beigesetzt.

## Ehrungen
- Ehrenzeichen der Sowjetunion (1936)
- Leninorden (1951)